# 米国オペレーションズ・リサーチ学会
米国オペレーションズ・リサーチ学会（英: Institute for Operations Research and the Management Sciences、略称：INFORMS）とは、オペレーションズ・リサーチ（OR）および管理科学、解析の分野を専門的に扱うアメリカ合衆国の学会である。1995年に当時存在した Operations Research Society of America（ORSA）と The Institute of Management Sciences（TIMS）の合併により発足した学会である。
INFORMS におけるラウンド会議ではオペレーションズ・リサーチに関する主要な組織に所属する会員が主に参加している。
また、INFORMS は名誉協会のオメガ・ローを主催している。